# Брезовица при Требелнем
Брезовица при Требелнем (словен. Brezovica pri Trebelnem) је насељено место у општини Мокроног-Требелно, регија Југоисточна Словенија, Словенија.

## Историја
До територијалне реорганизације у Словенији била је у саставу старе општине Требње.

## Становништво
У попису становништва из 2011. године, Брезовица при Требелнем је имала 21 становника.
| Број становника према пописима | Број становника према пописима | Број становника према пописима |
| ------------------------------ | ------------------------------ | ------------------------------ |
| 1991                           | 2002                           | 2011                           |
| 32                             | 15                             | 21                             |

Напомена: До 1953. исказивано под именом Брезовица. Године 1996. умањено за део насеља који је припојен насељу Пуглед при Мокроногу.